# Avenue du Parc-de-Passy
Pour les articles homonymes, voir Avenue du Parc.
L'avenue du Parc-de-Passy est une voie du 16e arrondissement de Paris, en France.

## Situation et accès

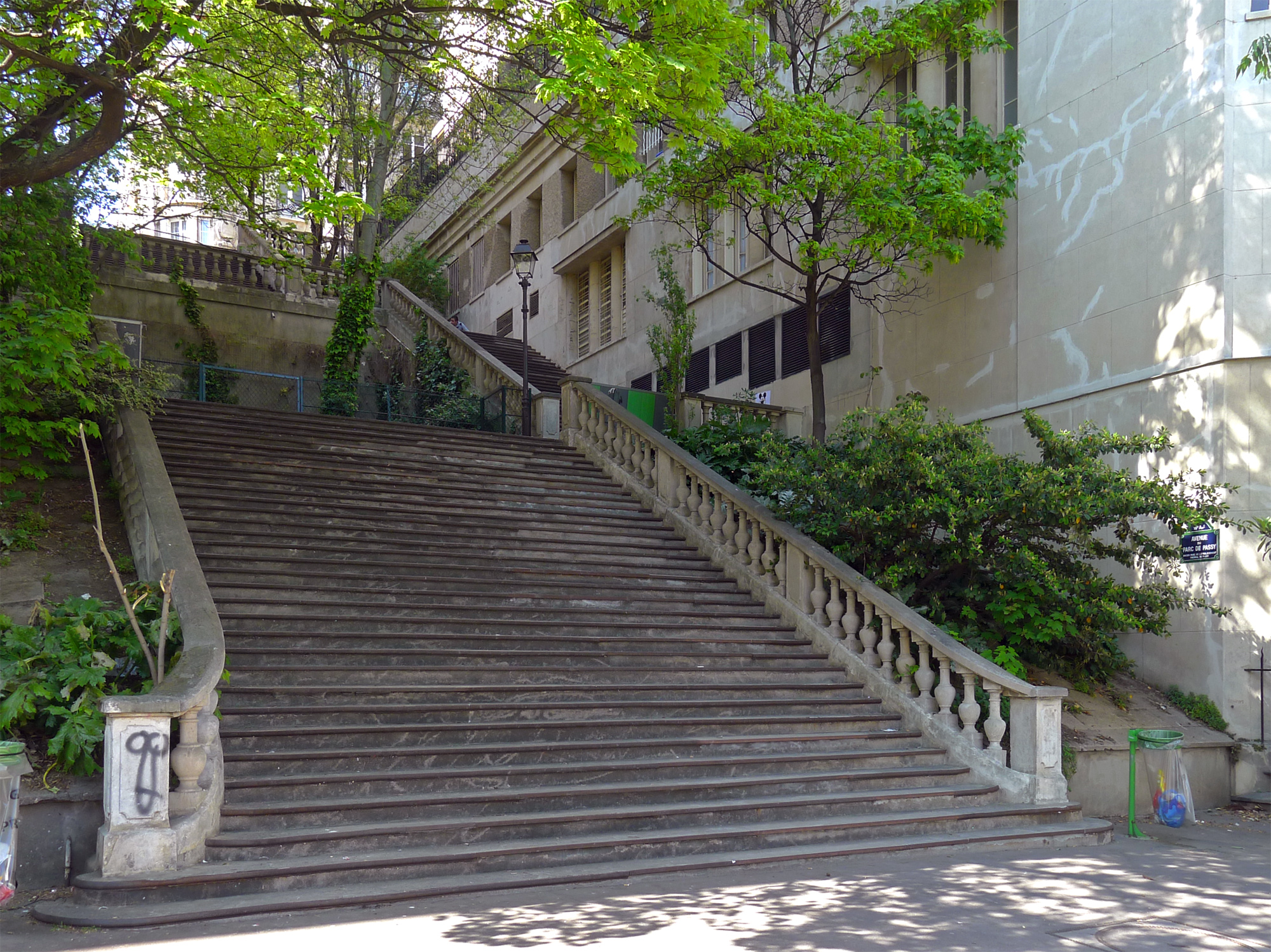
Avenue du Parc-de-Passy vue depuis l'avenue Marcel-Proust.

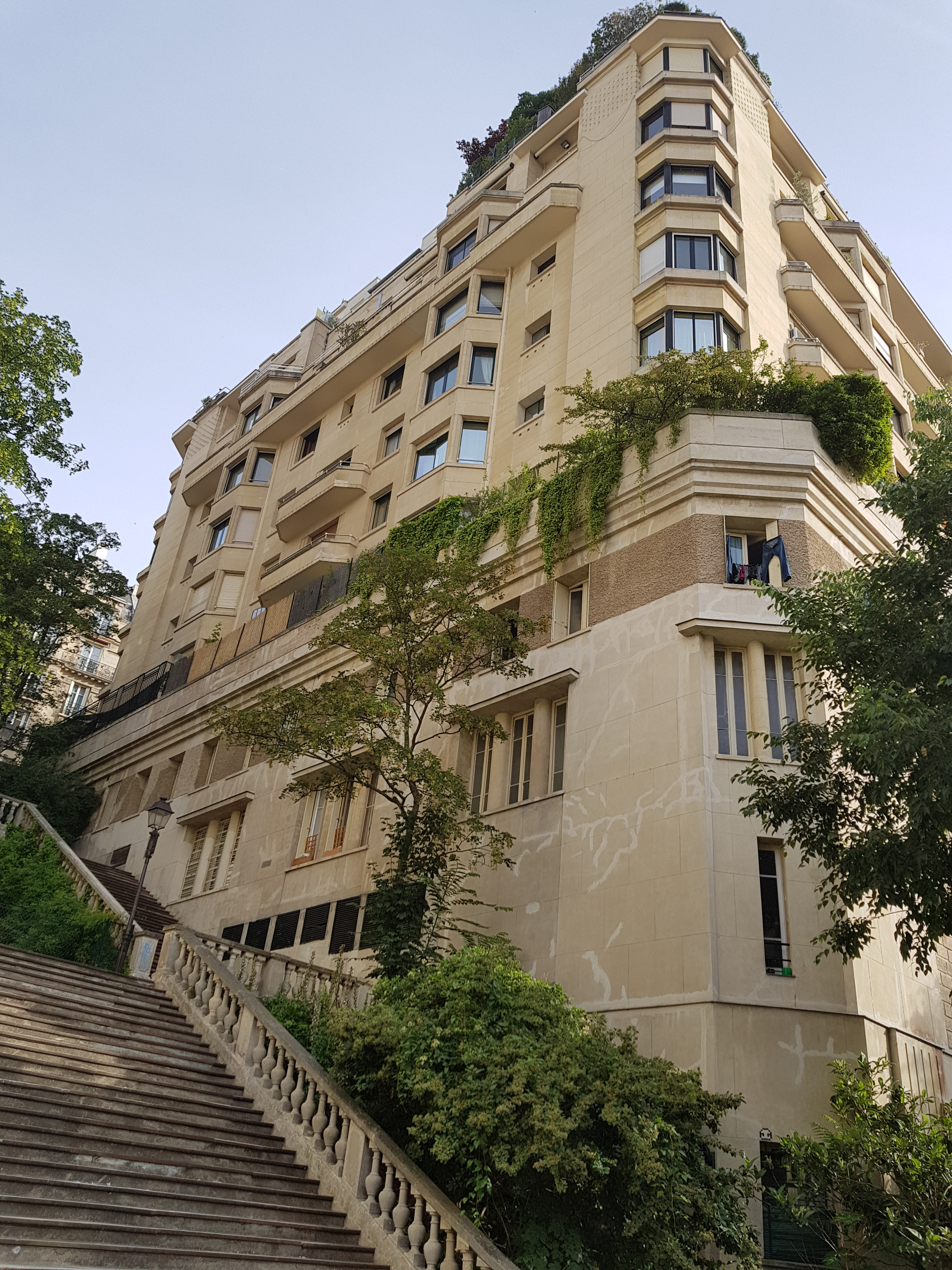
Immeuble.

L'avenue du Parc-de-Passy est une voie publique située dans le 16e arrondissement de Paris. Elle débute au 1er tronçon entre les 34 et 42, avenue du Président-Kennedy et se termine en impasse au niveau des 5 et 6, avenue du Parc-de-Passy (entrée du square du parc de Passy).
Le second tronçon démarre à la sortie opposée du square du parc de Passy, au niveau du 12, avenue Marcel-Proust et continue en escalier pour se terminer au 25-29, rue Raynouard.
Elle est desservie par la ligne 6 à la station Passy.

## Origine du nom
Cette voie doit son nom au parc de Passy, ancien « parc des eaux minérales de Passy » puis « parc Delessert » sur lequel elle a été construite. 

## Historique
Cette voie a été ouverte par un arrêté du 9 juillet 1930 dans l'ancien parc des eaux minérales de Passy pour relier ce parc à la rue Raynouard soit de la Seine à la colline de Chaillot. Cette ouverture date de la construction des hauts immeubles rue Raynouard et en bordure de l'escalier à l'emplacement de maisons basses et des hôtels de la famille Delessert et des travaux de consolidation du talus.
Après la disparition de l'établissement thermal, le parc a été cédé à la Ville de Paris moyennant l'engagement qu'aucune habitation ne serait construite à cet emplacement. C'est pourquoi l'avenue du Parc-de-Passy a longtemps desservi un terrain vague, sur lequel furent édifiés des préfabriqués qui abritèrent les services du ministère des Transports.
À la fin des années 1990, la Ville de Paris a finalement décidé d'établir un square sur l'emplacement du terrain vague, square bordé d'immeubles d'habitation. Deux de ces immeubles, les nos 5 et 6, sont desservis par l'avenue du Parc-de-Passy.
Le square coupe l'avenue du Parc-de-Passy en deux tronçons, le tronçon ouest, entre la rue Raynouard et l'avenue Marcel-Proust, étant en escaliers et ne desservant aucune entrée d'immeuble ; le tronçon est, entre l'avenue Kennedy, en bord de Seine, et l'entrée du parc de Passy, desservant 4 immeubles.

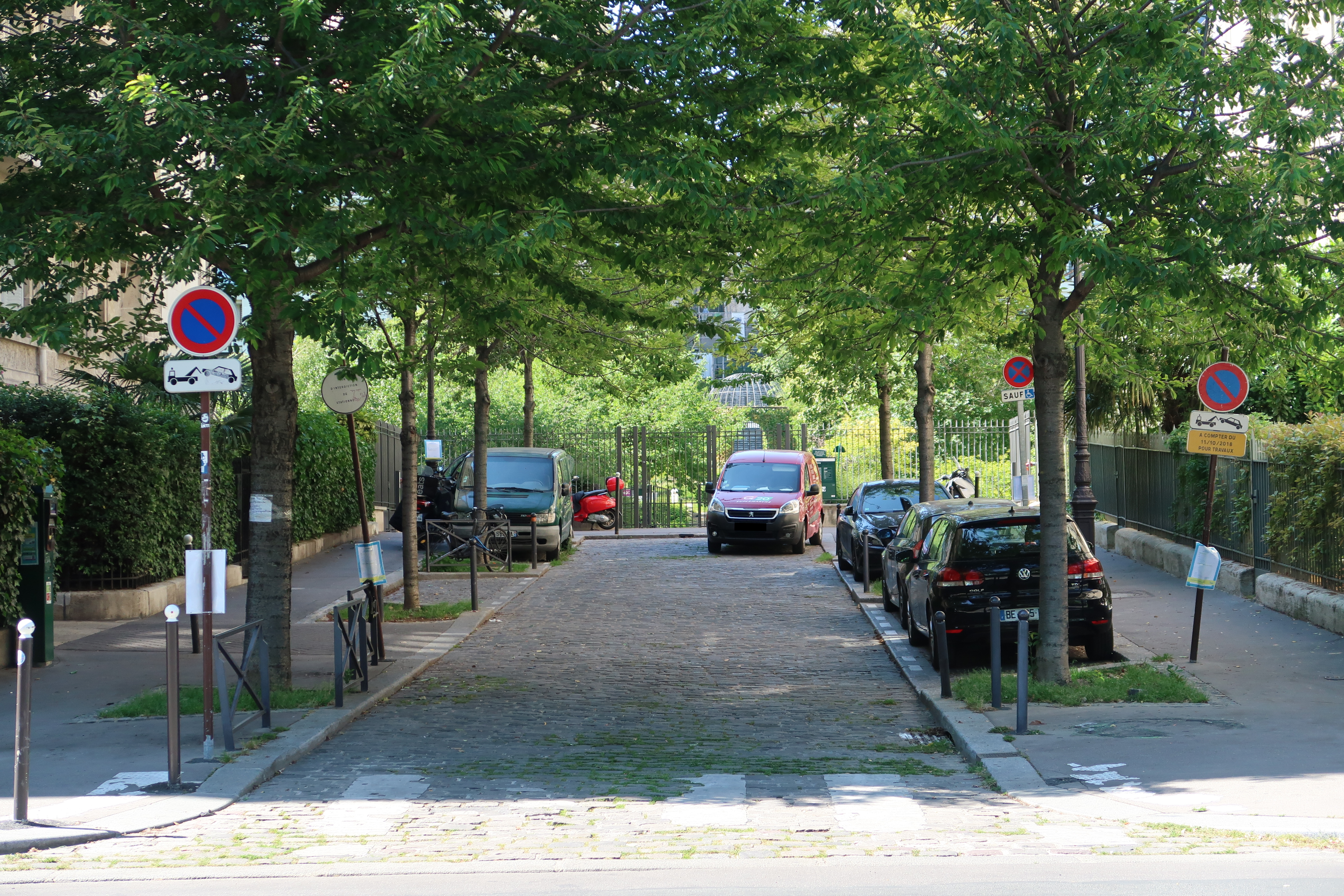
Bas de l'avenue.

Le 2 décembre 2023, à 21 h 31, le terroriste franco-iranien Armand Rajabpour-Miyandoab, auteur de l'attentat du pont de Bir-Hakeim quelques minutes plus tôt, est interpellé en bas de l'avenue par des policiers du 7e arrondissement en patrouille.